# سیارک ۳۱۲۰
سیارک ۳۱۲۰ (به انگلیسی: 3120 Dangrania، نامگذاری:1979RZ) سه هزار و صد و بیستمین سیارک کشف شده‌است که در ۱۴ سپتامبر ۱۹۷۹ کشف شد.
قدر مطلق سیارک برابر ۱۱٫۶۰ است.